# Kalash (groupe)
Pour les articles homonymes, voir Kalash.
Kalash est un groupe de hip-hop français, originaire de Paris. Proche d'Assassin Productions, il se compose du rappeur Viktor Coup?K et du DJ, producteur et beatmaker Jack Mes (dit Jacko Jack). Le groupe, qui compte deux albums studio, se sépare en 2012,.

## Biographie
Originaires du 18e arrondissement de Paris, les deux membres se connaissent sur les bancs de l'école, et se rapprochent grâce au rap américain. Ils composent leur première maquette en 1997. Le groupe publie son premier maxi vinyle intitulé Flot d’mots en 1999. À cette période, le groupe souhaitait le sortir sous Assassin Prods, à un moment durant lequel signait La Caution.
Leur groupe apparaît pour la première fois sur la mixtape  Pourquoi tu prends le mic ? à l’initiative du collectif Mizérecord dont ils sont membres. Assassin Productions fait ensuite participer Coup?K à la série de maxis de L’avant-garde. En 1999, le groupe publie son premier album éponyme.
Kalash refait un maxi en 2001, intitulé Fuir / Une voix douce. Leur premier album studio, Kalash, est publié en 2003, en indépendant. En 2004, Coup?K est invité à rapper sur un maxi de La bande des 4, intitulé Guerriers sans armes (qui traite du conflit israélo-palestinien),. Leur prochain album, longuement muri, entérinera un virage musical entamé depuis plusieurs années. En 2005, Viktor Coup?K découvre le rock.
En 2012, le groupe publie un second album studio, intitulé La Valse des Invisibles. Kalash se sépare en 2012. « On a fait trois disques. Et on s’est séparé l’année dernière. Ça faisait un moment que j’avais l’envie d’aboutir d’autres idées musicales », explique Coup?K.

## Influences
Kalash est proche du crew parisien de graffiti les ASG (Midi...) et de Solo (ex-Assassin). Il propose un rap militant. 
Coup?K a participé à des clashs (ou battles) d'improvisation et de freestyle.

## Discographie

### Albums studio
- 2003 : Kalash
- 2012 : La valse des invisibles

### Mixtapes
- 2007 : À l’aurore du come-back

### EPs
- 1999 : Flots d’mots

### Maxis
- 2001 : Fuir/ Une voix douce
- 2003 : Malgré l'effort/Des gens trop seuls
- 2006 : Qu'est-ce que t'attends/Tant qu’elle résonne (Musique engagée)